# Cirrhaea dependens
Cirrhaea dependens es una especie de orquídea con hábitos de epifita, originaria de Brasil. Es la especie tipo del género.

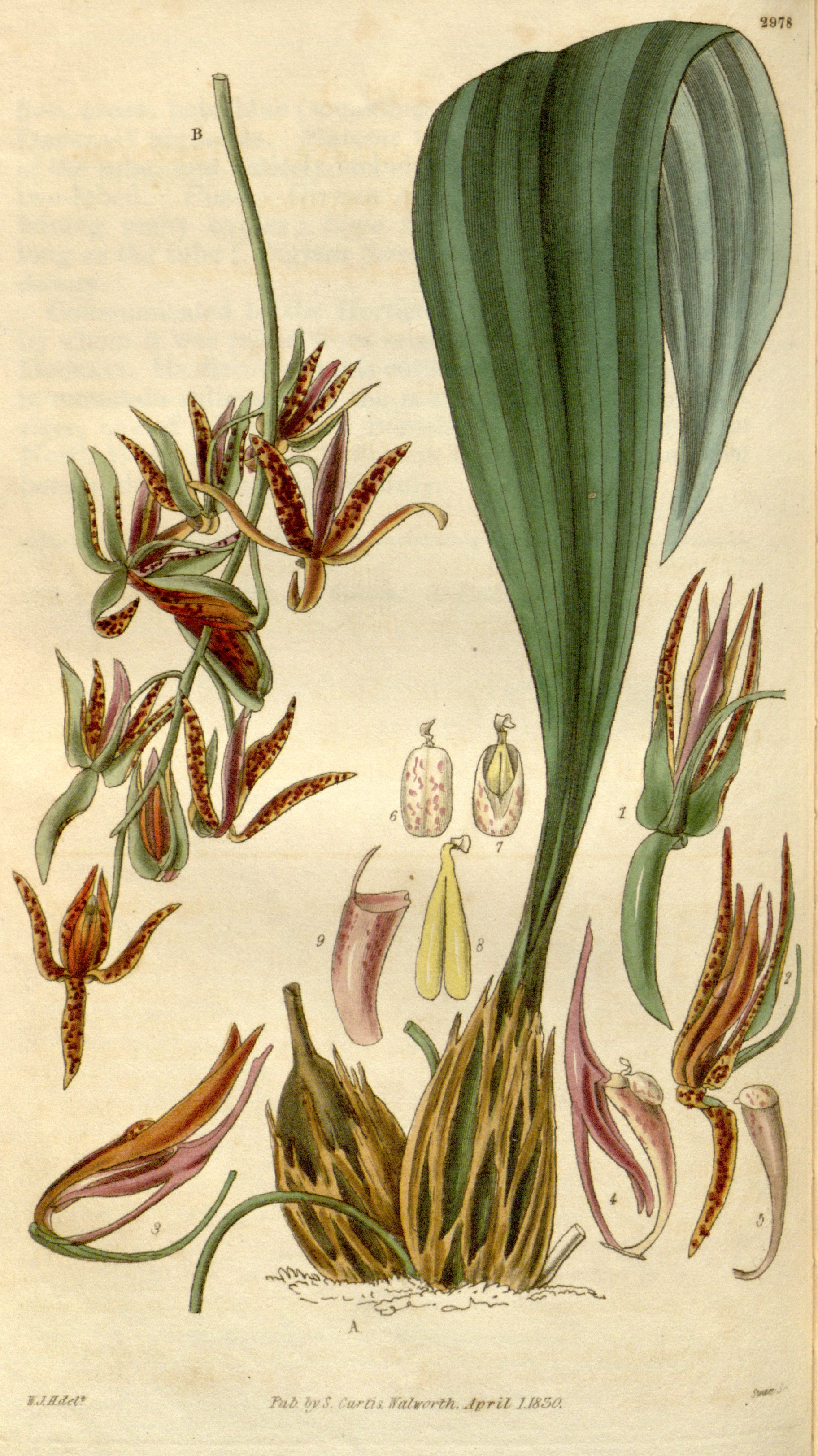
Ilustración

## Descripción
Es una orquídea de mediano tamaño con pseudobulbos estrechos en forma de huevo que se han agrupado, acanalados, y con una sola hoja apical, plegada, peciolada, lanceolada. Florece en la primavera y el verano en una inflorescencia  basal de 45 cm de largo, racemosa y pendular con numerosas flores de cera, de color variable y de larga duración que se abren al mismo tiempo, aunque no del todo. Crecen mejor en una cesta para acomodar la inflorescencia colgante. Un breve descanso es nesario después de la floración.

## Distribución y hábitat
Se encuentra en Brasil. 

## Taxonomía
Cirrhaea dependens fue descrita por (Lodd.) Loudon  y publicado en Loudon's Hortus Britannicus. A catalogue... 370. 1850.
Etimología
Cirrhaea: nombre genérico que  procede de "cirrus" = "zarcillo", en alusión a su rostelo alargado.
dependens: epíteto latino que significa "congante".
Sinonimia
- Cymbidium dependens Lodd. (1825) (Basionym)
- Gongora viridipurpurea (Lindl.) Hook. (1830)
- Cirrhaea viridipurpurea (Hook.) Lindl. (1832)
- Cirrhaea tristis Lindl. (1836)
- Cirrhaea fuscolutea Hook. (1839)
- Cirrhaea viridipurpurea var. frayana Knowles & Westc. (1839)
- Cirrhaea violaceovirens Hoffmanns. (1842)
- Cirrhaea violascens Hoffmanns. (1842)
- Sarcoglossum suaveolens Beer (1854)
- Cirrhaea hoffmannseggii Heynh. ex Rchb.f. (1863)
- Cirrhaea warreana Lindl. ex Rchb.f. (1863)
- Cirrhaea dependens var. concolor Porsch (1908)
- Cirrhaea dependens var. tigrina Porsch (1908)[2][5][6]